# Papa Dâmaso I
Dâmaso (em latim: Damasus; Civitas Igaeditanorum, Lusitânia, 305 – Roma, Itália, 11 de dezembro de 384) foi o 37.º Papa da Igreja Católica de 1 de Outubro de 366 até a data da sua morte 11 de dezembro de 384.

## Biografia
Dâmaso nasceu em Civitas Igaeditanorum (depois Egitânia, atual Idanha-a-Velha), território que, no século IV, integrava a Província da Lusitânia, no Império Romano, e que, atualmente, faz parte de Portugal, filho de Antonius, que se tornou Padre na Igreja de São Lourenço, em Roma, onde seu filho ergueu, em sua própria casa, a Basílica de São Lourenço em Dâmaso, e de sua mulher Laurentia, ambos também naturais da Lusitânia. Por essa razão, alguns consideram-no o primeiro Papa português, embora em sua época Portugal ainda não havia se estabelecido como uma nação. A importância da localidade fez com que o Bispo da Diocese da Guarda tivesse obrigatoriamente o nome de Bispo da Egitânia, mesmo depois da extinção deste Bispado.
A sua época coincidiu com a ascensão a imperador de Teodósio I, seu conterrâneo da Hispânia, e a adopção por ele do cristianismo como religião oficial do Império Romano.
Foi eleito Papa em 1 de Outubro de 366, por larga maioria, mas alguns seguidores do anterior Papa Libério, próximos do Arianismo, consagraram o diácono Ursino, criando um Antipapa para tentar depor Dâmaso I.
Foram necessários dois anos de lutas sangrentas para que Dâmaso I assegurasse o seu direito ao papado. As batalhas entre os bandos seguidores dos dois postulantes foram de tal violência que num único dia de batalha foram recolhidos 137 mortos. Acusado pelos seus adversários de assassinato, Dâmaso I teve que se defender perante um Tribunal imperial. Porém o imperador Valentiniano I apoiava Dâmaso I e no ano de 378 ele foi absolvido, enquanto o seu inimigo Ursino era desterrado.
Esse processo deu a Dâmaso I a oportunidade de ajustar as relações entre a justiça civil e a eclesiástica. O Estado passou a reconhecer oficialmente a competência da Igreja em matéria de fé e de moral, enquanto tomava a seu encargo a execução das sentenças ditadas pelo tribunal do episcopal.
Dâmaso foi um dos mais notáveis papas do século IV, defendendo a Igreja de Roma contra eventuais cismas, enviando legados ao Primeiro Concílio de Constantinopla.
Foi um escritor de grande mérito, autor de valiosos epigramas e de importantes cartas sinodais. É citado no livro "Peregrino da América" como poeta português (Livro II). Escreveu em prosa e verso: Um livro sobre excelências da Castidade: Outro das vidas dos Pontífices até seu tempo: Outro Adversus Haereticos: Outro de Trinitate, e vários poemas e epitáfios, e quatro Epístolas Decretais.
Foi também o papa que encomendou a Jerónimo de Estridão uma tradução da Bíblia, a qual versão ficou conhecida como Vulgata Latina, até hoje uma das mais importantes revisões bíblicas. O mesmo santo Doutor da Igreja foi seu Secretário e o seu principal Conselheiro.
Dilatou a festa da Assunção da Mãe de Deus para toda a Igreja Universal. Ordenou cantarem-se os Salmos a coros nas Igrejas, e que no fim deles se acrescentasse o Gloria Patri, etc. Ordenou que o Sacerdote no princípio da Missa dissesse a Confissão geral.
Foi o primeiro Papa a usar com desenvoltura o anel do Pescador, com o símbolo de São Pedro, que ao contrário de hoje, era passado de pontífice para pontífice, assim que confirmada a sua morte, como símbolo de sua autoridade pastoral. O anel com a égide de Pedro, o primeiro papa, já não existe, pois foi destruído.
Os imperadores romanos, incluindo Constantino, continuaram a conservar o ofício de pontífice máximo (pontifex maximus) até 376 até que o imperador Graciano, por razões cristãs, o recusou, já que reconhecia-o como idolatria e blasfémia. Há registos de que, em torno do ano 378, Dâmaso era nomeado pontífice, embora não fosse chamado de pontífice máximo, termo que aparece na Bíblia para descrever homens abençoados (Hebreus 5, 14), e em alguns casos o próprio Jesus (Hebreus 3, 1).
Morreu durante os governos dos imperadores Valentiniano II e Teodósio I e jaz em Roma, na referida Basílica de São Lourenço que ele mesmo edificara.
Considerando o silogismo genealógico "Na Beira, todos somos primos.", e dada a sua antiguidade, maior do que a de Carlos Magno, o qual é dado exageradamente como ascendente de todos os Europeus Ocidentais, existe do mesmo modo a possibilidade de pelo menos todos os Beirões, pelo menos os mais próximos da Beira Interior (Beira Baixa e Beira Alta) ou mesmo da Beira Litoral, serem, dalguma forma, seus parentes.